# Reformní zákon (1832)

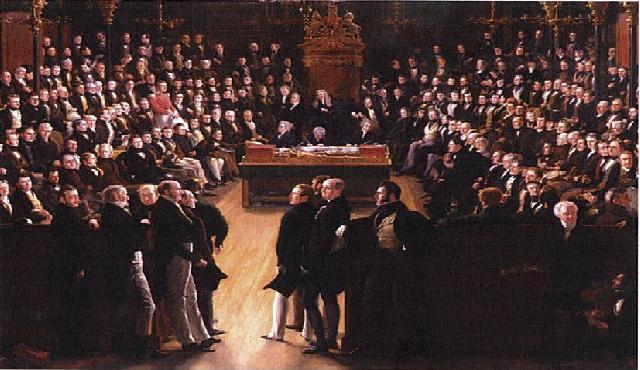
Přijetí Reformního zákona. Obraz Sira George Haytera znázorňuje první zasedání nově reformované dolní sněmovny (House of Commons) z 5. února 1833, konaného v kapli sv. Štěpána. V popředí stojí předsednictvo sněmovny lordů: Charles Grey, 2. hrabě z Greye (1764–1845), William Lamb, 2. vikomt z Melbourne (1779–1848) a Whigové vlevo a Arthur Wellesley, 1. vévoda z Wellingtonu (1769–1852) a Toryové vpravo. Obraz je v současné době umístěn v National Portrait Gallery.

Reformní zákon přijatý britským parlamentem roku 1832, oficiálně An Act to amend the representation of the people in England and Wales, zkráceně Reform Act 1832 znamenal významnou změnu ve volebním systému Spojeného království. Podle jeho preambule byl zákon navržen pro přijetí efektivních opatření pro korekci různých podvodů, které dlouhou dobu doprovázely výběr poslanců do Dolní sněmovny.

## Pozadí reforem
Požadavky na změnu volebního zákona se objevovaly už před rokem 1832, ale nebyly realizovány. Schválený zákon byl navržen Whigy, vedenými premiérem Charlesem Greyem. Setkal se s velkým odporem Toryů zvláště ve Sněmovně lordů. Nicméně pod tlakem veřejného mínění byl nakonec přijat.

## Zákon
Zákon přiznal právo na zastoupení v dolní komoře parlamentu pro velká města, která doznala velkého rozvoje v době industrializace a odebral je malým obcím, takzvaným rotten boroughs a pocket boroughs, s velmi malým počtem obyvatel, kde zpravidla se stával poslancem majitel pozemku, který volil sám sebe.
Zákon zavedl registraci voličů a omezil vícenásobné volební právo – majitelé pozemků ve více volebních obvodech totiž v každém mohli uplatnit aktivní i pasivní volební právo (například vévoda z Norfolku mohl být zvolen až v 11 obvodech). Vícenásobné volební právo sice zůstalo (až do roku 1948), ale zkrácením doby voleb ze 40 dní na dva dny se v reálu omezilo.
Došlo také ke zvýšení počtu osob, které měly právo volit poslance, o přibližně 50–80 %, takže z celkového počtu přibližně 14 miliónů obyvatel Spojeného království mělo nyní volební právo asi 813 000 lidí (asi 6%).
Zákon také poprvé výslovně vyhradil volební právo pouze mužům (male persons). Nebývalo sice zvykem v Británii, aby se ženy účastnily voleb, ve výjimečných případech, kdy vdova či dědička zůstala jedinou oprávněnou majitelkou příslušného pozemku, k tomu však docházelo. Přestože ponechání volebního práva urozeným a bohatým ženám mělo své zastánce (například Jeremy Bentham), nakonec zvítězil názor, že politické zájmy ženy má zastupovat její otec nebo manžel (toto stanovisko bylo znovu potvrzeno v roce 1850 a mezi nespokojenými daňovými poplatnicemi tak vzniklo hnutí za volební právo žen).
Tento zákon platil na území Anglie a Walesu a podobné zákony byly schváleny v tomtéž roce pro Skotsko a Irsko. S ohledem na to, že ve druhé polovině 19. století byly přijaty další reformní zákony, používá se občas pro tento zákon označení první nebo velký reformní zákon.